# Scipione Angelini
Pour les articles homonymes, voir Angelini.
Scipione Angelini, né à Ascoli Piceno le 14 janvier 1661 et mort le 8 novembre 1729, est un peintre italien baroque, actif principalement à la fin du XVIIe siècle et au XVIIIe siècle, connu pour ses natures mortes.

## Sources
- (en) Cet article est partiellement ou en totalité issu de l’article de Wikipédia en anglais intitulé « Scipione Angelini » (voir la liste des auteurs).